# نيل كراوز
نيل كراوز (بالإنجليزية: Neal Krause)‏ هو عالم اجتماعي أمريكي، ولد في 15 ديسمبر 1948 في مينيولا في الولايات المتحدة.